# ニューヨーク交通博物館
ニューヨーク交通博物館（ニューヨークこうつうはくぶつかん、英: New York Transit Museum）は、廃止された旧コート・ストリート駅を改修して作られた、ニューヨークの地下鉄、バス、鉄道、橋やトンネルの仕組みや歴史を紹介する博物館である。 グランド・セントラル駅に別館がある。

## 博物館

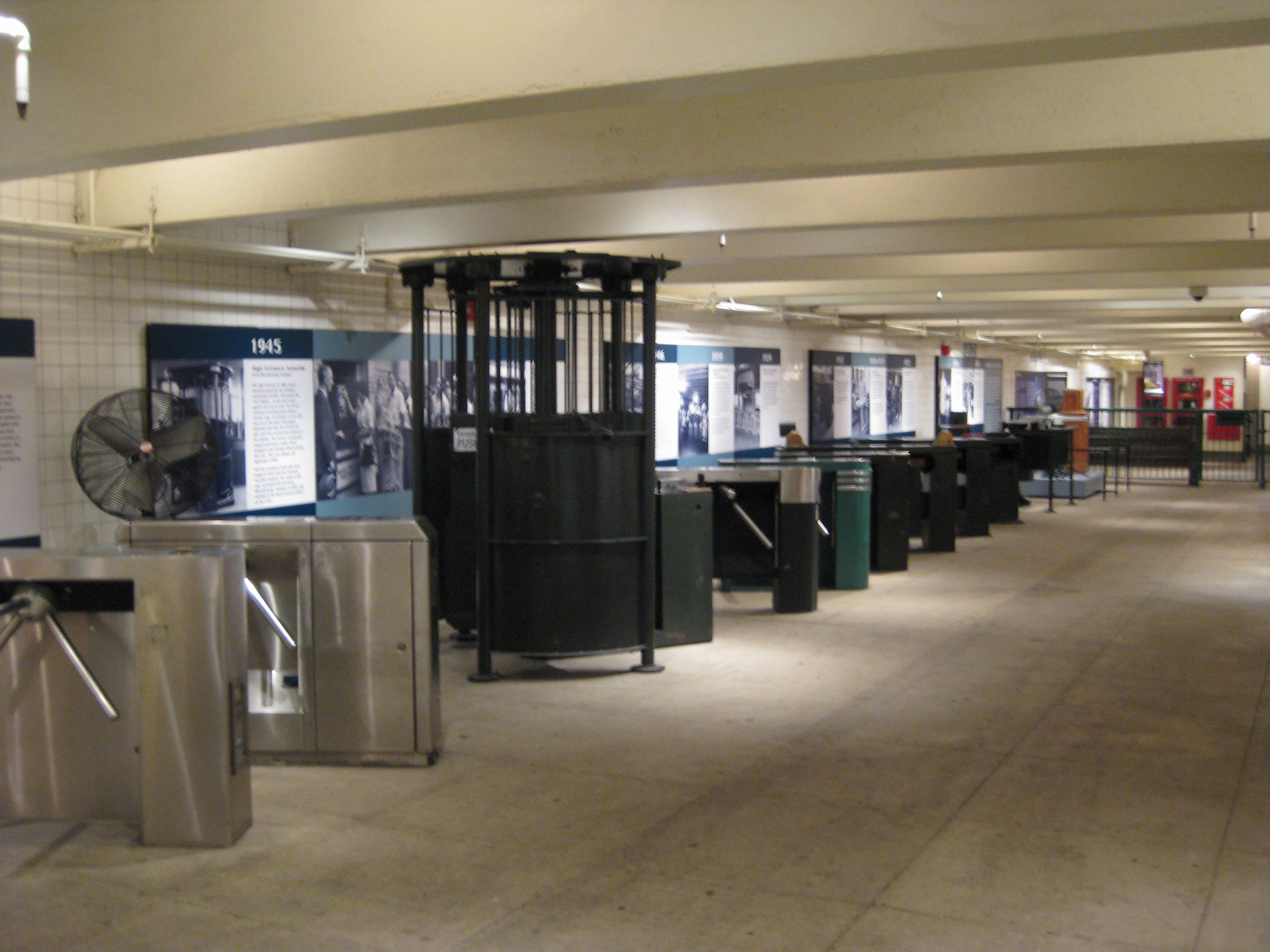
歴代改札機の展示

1976年7月4日、アメリカ建国200周年記念行事の一環でニューヨーク交通博覧会が開催され(入場料はトークン1枚であった)、保存されていた車両やその他展示物が一般公開された。これらは記念行事後に撤去される予定であったが、人気のためその後も博物館として存続することとなった。
博物館の入り口はベーラム・プレイスとスカーマーホーン通りとの交差点にある旧コート・ストリート駅への階段であるが、車椅子用の入り口も新たに設置されている。博物館には、地下鉄、バス、鉄道、橋やトンネルについての展示品をはじめとして、昔の信号機などその他展示物、模型やジオラマなどがある。子供から大人までを対象とした館内ツアーや、講習会やセミナーも随時行っている。また、博物館では、オフサイト・プログラムとして、MTAの施設、地下鉄駅、絵画や建造物をテーマとした、ニューヨーク近郊へのガイドツアーを行うほか、引退した地下鉄車両・バスの公開・運行企画も行う。
階段を降りた先、博物館の中二階（上層部）の入ってすぐのところは地下鉄トンネル工事の様子を再現した原寸大のジオラマになっている。それを過ぎると地下鉄の原動力である電気に関する解説があり、その先にニューヨーク市の交通網に関連した多数の収蔵物が展示されている。ここにはトイレ、噴水、映写室、休憩室なども設けられている。さらにその下の旧コート・ストリート駅の1面2線のプラットホームを利用した展示室では、ニューヨーク市地下鉄や高架鉄道で実際に使用されていた車両が展示されており、中には1940年にニューヨーク市によって統合される以前に運行されていた、ブルックリン・マンハッタン・トランジット (ブルックリン・マンハッタン交通会社、BMT)、インターボロー・ラピッド・トランジット（都市高速交通会社、IRT）、インディペンデント・サブウェイ・システム (独立地下鉄網、IND) の車両もある。また、旧コート・ストリート駅のホームはそのまま保存されており、使われていた信号機や標識、駅ホームの案内表示を見ることができる。

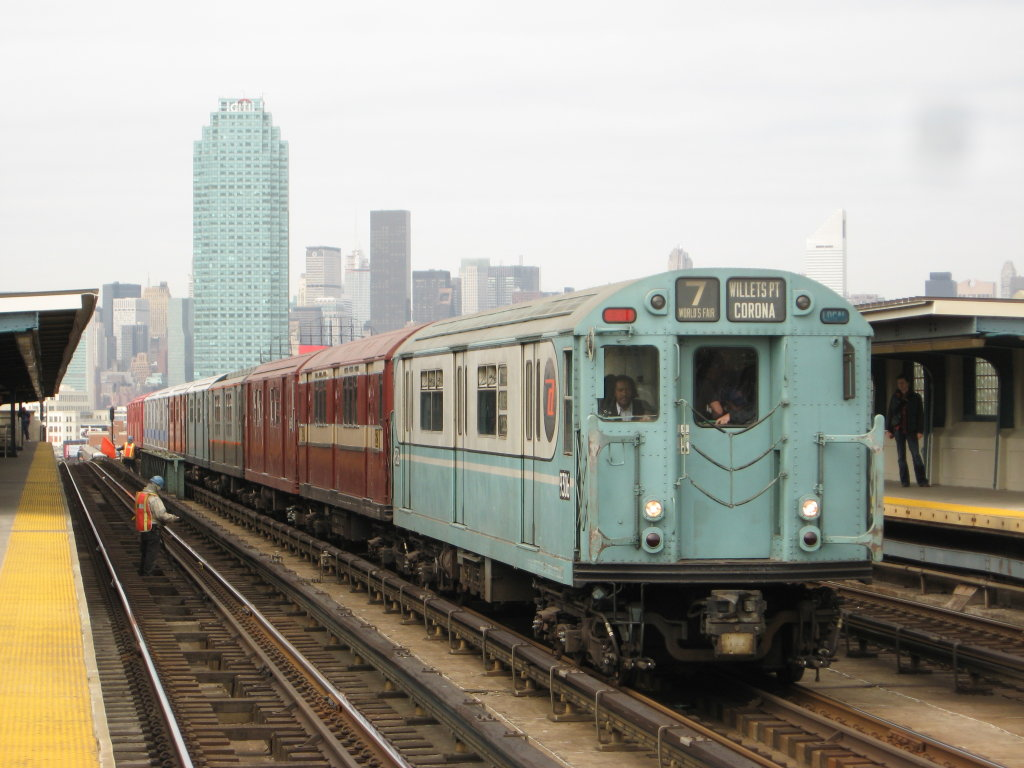
本線上をゆく保存車による臨時列車

ホームに留め置かれる形で保存されている地下鉄車両の大部分は車内立ち入り可能で内外とも見学できるほか、その殆どが可動状態で整備されており、博物館では「ノスタルジア・トレイン」と称し、実際に人を乗せて地下鉄線上を走るイベントを主催している。また、ニューヨーク市都市交通局も、休日や年末を中心に保存されている車両を用いて営業運転を行うこともあり、この場合は誰もが通常の地下鉄運賃で乗車することができる。博物館では展示されているもの以外でも、幾つかの地下鉄車庫に留置されている営業運転から離脱した車両を保有しており、修復、整備を行っている。
また、博物館では地下鉄車両以外にも以前ニューヨーク市バスで使用されていた自動車を保有している。これらは通常車庫に保管されているが、年に一度博物館近隣のアトランティック・アベニューで開かれる「アトランティック・アンティーク」において展示される。バスの展示は1994年から毎年行われており、期間中は博物館が無料開放される。
博物館には書庫も併設されており、ニューヨークの交通に関する資料、写真等が収蔵・保管されている。収蔵写真の一部はオンライン上でも閲覧できる。

## コート・ストリート駅
コート・ストリート駅 (Court Street station) は、INDフルトン・ストリート線各駅停車のかつての終点。1936年4月9日に、ラトガーズ・ストリート・トンネルと共に開業した。島式ホーム1面2線で、西側終端部には車止めが設置されていた。 
この駅が計画された当時、INDは行政区内で区間運転を行う各駅停車と、行政区を超えて路線を走破する急行をそれぞれ設定し、乗客に乗り換えさせることにより利便性を高める施策を執っていた。コート・ストリート駅も、ユークリッド・ストリート駅まで向かうHH系統（フルトン・ストリート線各駅停車）の北側終着駅として計画された。また、同じくINDがマンハッタンで計画していた地下鉄2番街線をブルックリンまで延伸し、コート・ストリート駅に繋げる構想もあった。
しかしながら、HH系統はユークリッド・ストリート駅まで運行されることはなく、急行停車駅であった隣のホイト-スカーマーホーン・ストリーツ駅へのシャトル列車として運用されるにとどまった。また、駅があるダウンタウン地区には他の地下鉄駅が近接しており必要性も低かったことから、1946年6月1日に廃止となった。現在、ホイト-スカーマーホーン・ストリーツ駅からコート・ストリート駅までの区間は、博物館への車両搬入経路として使われている。
1960年代から、廃駅となった同駅は映画のセットとして使われるようになる。中でも有名なのが1974年に公開されたサブウェイ・パニック、および続編のサブウェイ123 激突である。他にも、映画やドラマシリーズの撮影に使用されている。

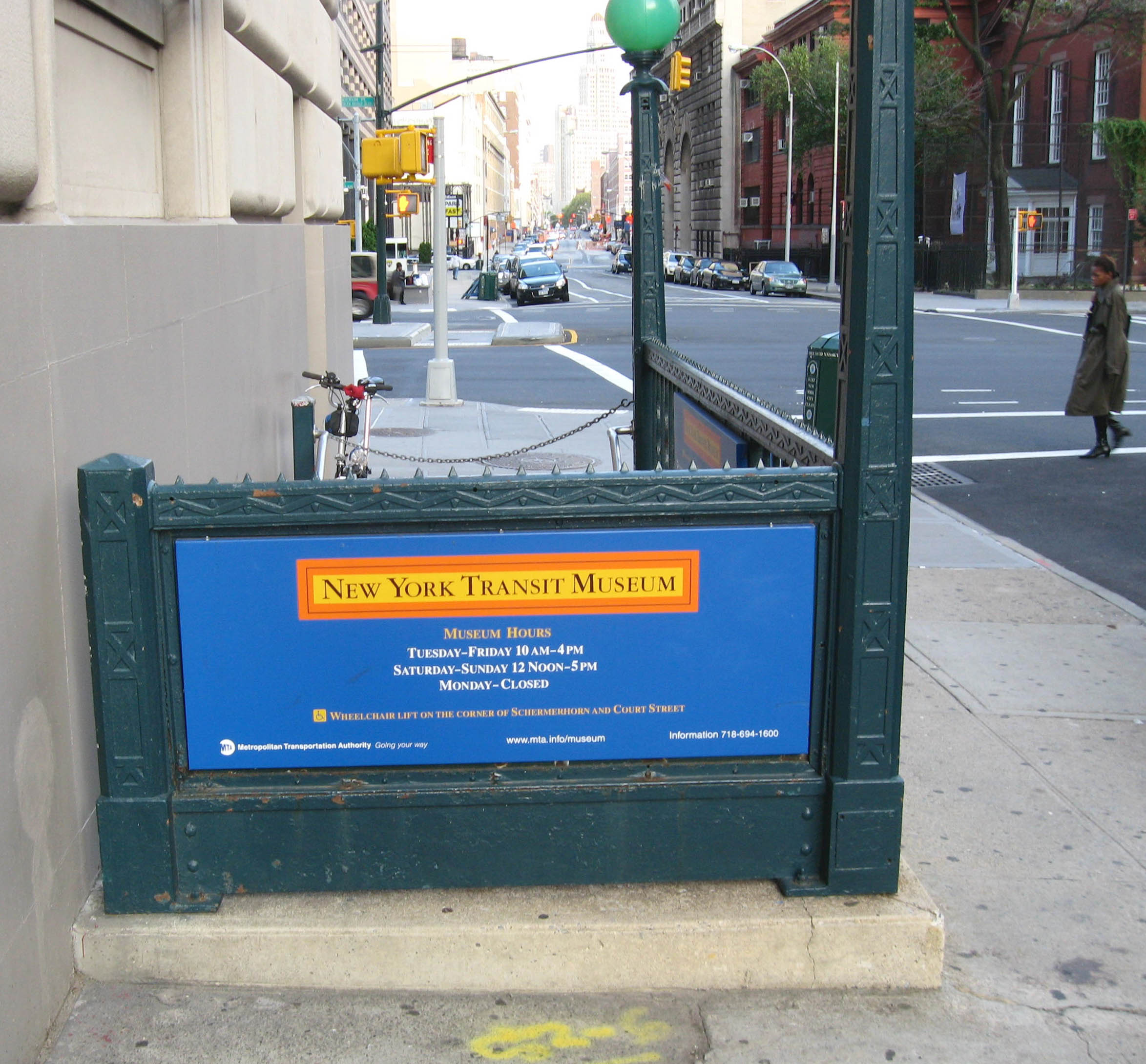
博物館入り口
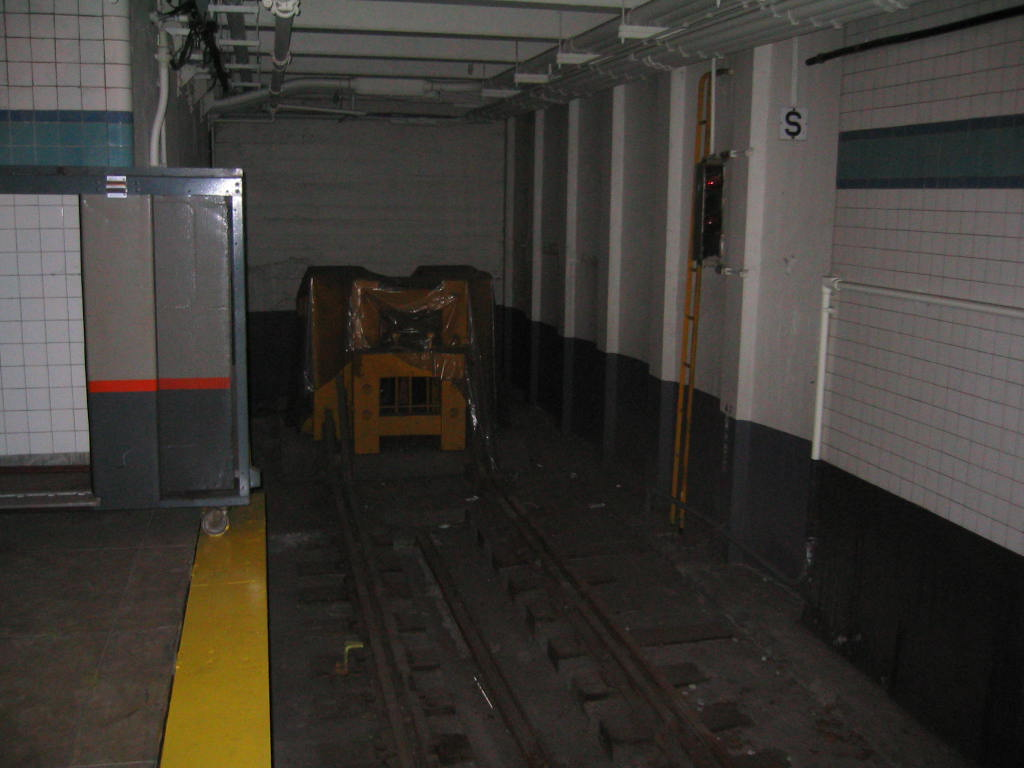
2番線にある車止め

## 拡張
グランド・セントラル駅別館

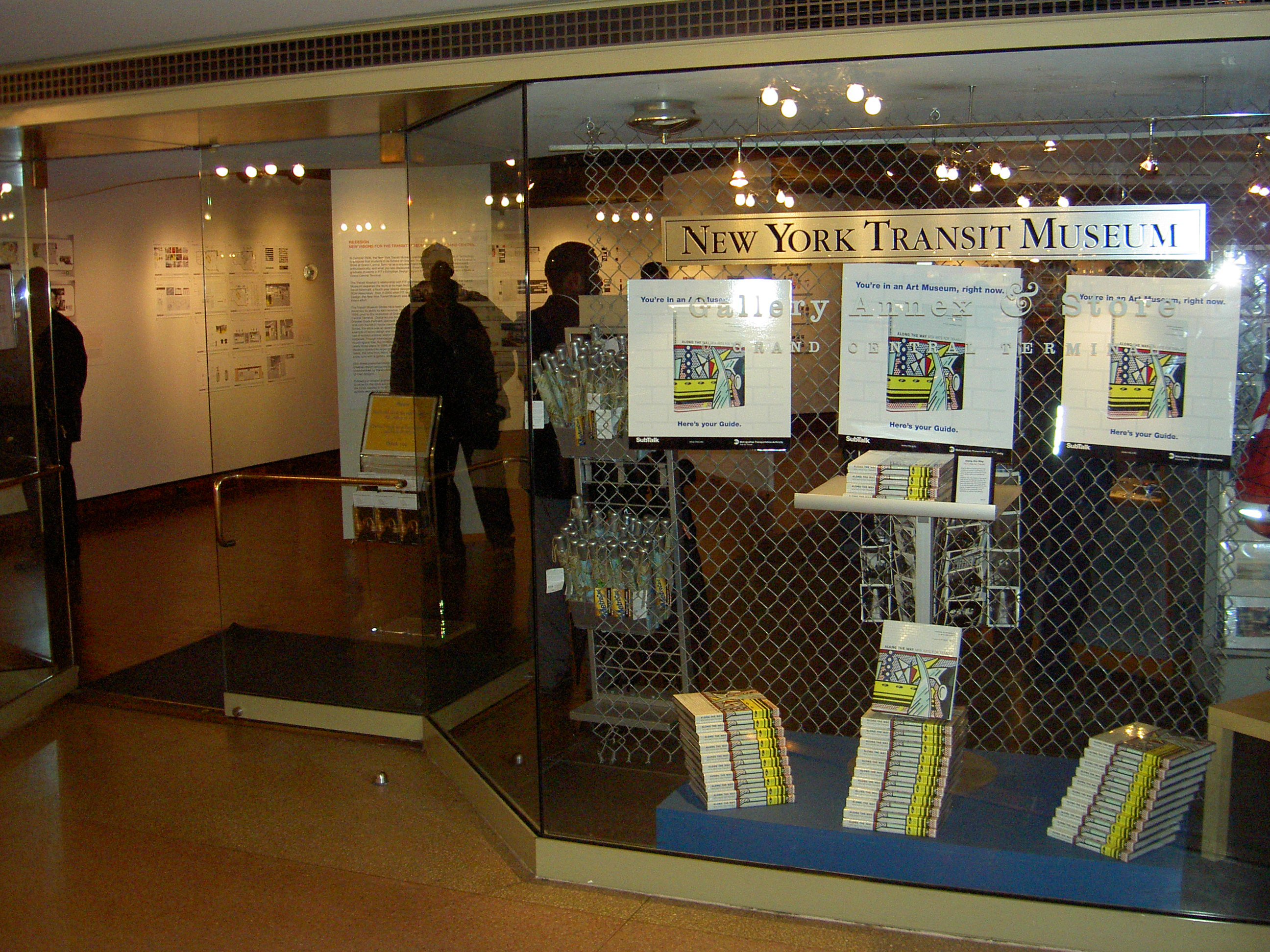
グランド・セントラル駅にあるニューヨーク交通博物館別館への入口

ニューヨーク交通博物館別館 (The New York Transit Museum Gallery Annex and Store) は、1993年9月14日、グランド・セントラル駅のメイン・コンコースに開業した。ニューヨーク市の交通に関連した商品を取り揃えるギフトショップと、展示スペースが設けられている。年に一度「ホリデー・トレイン・ショー」と称して鉄道模型の展示を行っている。入場無料。
展示の拡大
1990年代半ば、MTAはNYCTAの保有していた博物館の経営権を譲り受けた。これを受けて、今まで博物館の展示の中核となっていたニューヨーク市内の交通からさらに枠を広げ、MTAの管轄する通勤鉄道(メトロノース鉄道、ロングアイランド鉄道、スタテンアイランド鉄道)や道路、橋やトンネルの仕組みや歴史についても展示するようになった。